# Holger Tornøe
Holger Blumer Tornøe (født 15. februar 1881 på Frederiksberg, død 5. maj 1967 i Frederikssund) var en dansk arkitekt og stifter af FDF.
Han var søn af kunstmaleren Wenzel Ulrik Tornøe (1844-1907) og kunstmaleren Karen Elisabeth Tornøe (født Blumer) (1847-1933).
Holger Tornøe stiftede FDF sammen med Ludvig Valentiner d. 27. oktober 1902.
Modtager ridderkorset i anledning af FDFs 25 års jubilæum d. 27. oktober 1927.
Villaen på Sylows Allé 15 på Frederiksberg, der senere er revet ned, var Tornøes hjem og det første FDF-hjem.
I anledning af FDFs 100 års jubilæum fik Holger Tornøe opkaldt en vej efter sig på Frederiksberg, Holger Tornøes Passage, tæt ved stedet, hvor han havde sit barndomshjem og udtænkte ideen til FDF
Han er begravet på Solbjerg Parkkirkegård på Frederiksberg, fra Solbjerg Kirke.